# ¡Viva la vida, muera la muerte!
¡Viva la vida, muera la muerte! è il settimo album in studio dei Modena City Ramblers.

## Il disco
Prosegue lo stile e il percorso già in parte percorso in Radio Rebelde, proponendo uno stile molto personale tra patchanka e musica celtica.
Come dice il titolo stesso, quest'album è dedicato alla vita, alle vite di molti personaggi famosi. El Presidente è una chiara presa di posizione contro lo stile politico e di vita dell'allora Presidente del Consiglio Silvio Berlusconi, mentre I cento passi è una canzone più impegnata, che ripercorre la vita di Peppino Impastato, uomo che ha dato la vita lottando la mafia insediata nella sua stessa famiglia. Ebano è una canzone scritta e composta sulla storia di una ragazza africana molto bella, divenuta poi una prostituta.
Il testamento di Tito è un classico di Fabrizio De André, rivisitato in uno stile più folk, tipico dei Modena, ed è un commento dei Dieci comandamenti visti attraverso la vita di Tito, il ladrone crocefisso al fianco di Cristo.

## Tracce
1. Viva la vida – 4:06
2. El presidente – 5:03
3. Ramblers Blues – 4:15
4. I cento passi – 4:23
5. Mira niño – 4:22
6. Ebano – 4:59
7. Stelle sul mare – 4:20
8. Lontano – 4:22
9. Al fiómm – 3:03
10. Il testamento di Tito – 6:55 (Fabrizio De André)
11. Altri mondi – 4:54
12. La fòla ed la sira – 4:25

## Formazione
- Stefano "Cisco" Bellotti - voce
- Massimo "Ice" Ghiacci - basso elettrico ed acustico, contrabbasso, cori
- Franco D'Aniello - flauto, tin whistle, tromba, cori
- Francesco "Fry" Moneti - chitarra acustica ed elettrica, chitarra baritono, violino acustico ed elettrico, oud, mandolino, cori
- Roberto Zeno - batteria, percussioni, cori
- Arcangelo "Kaba" Cavazzuti - batteria, percussioni, chitarra acustica, banjo, cori
- Luca "Gabibbo" Giacometti - bouzouki, mandolino, cori
- Daniele Contardo - fisarmonica, organetto, cori

### Altri musicisti
- Max Casacci: chitarra elettrica in El Presidente, chitarra baritono in Altri mondi, cori
- Ale Bavo: tastiere in "Viva la vida", synth in Al fiómm e Lontano, cori
- Massimo Giuntini: uilleann pipes in Altri mondi
- Amik Guerra: tromba in Viva la vida
- Sara Piolanti: voce in "Ebano", Stelle sul mare e Altri mondi
- Gito Baloi: voce in Lontano
- Nibs van der Spuy: chitarra acustica in Lontano
- Ant Cawthorn-Blazeby: violino in Lontano
- Dahan Abdelfatah: parlato in Mira niño